# Предионица (Приштина)
Предионица је археолошки локалитет који се налази јужно од Приштине, у равници где су откривени остаци насеља Винчанске културе.
У питању је разуђено насеље са остацима кућа, јама и земуница. Археолошки материјал са овог локалитета чува се у Музеју Косова.
Важан налаз са овог локалитета су монументалне винчанске главе од теракоте.